# Светиловичский район
Светиловичский район (бел. Свяцілавіцкі раён) — административно-территориальная единица в составе Белорусской ССР, существовавшая в 1926—1927 и 1935—1956 годах. Центр — деревня Светиловичи.
Светиловичский район был образован в 1926 году в составе Гомельского округа. В августе 1927 года район был упразднён, а его территория разделена между Ветковским и Чечерским районами.
В феврале 1935 года Светиловичский район был восстановлен в прямом подчинении БССР. В январе 1938 года с введением областного деления включён в состав Гомельской области.
По данным на 1 января 1947 года район имел площадь 0,9 тыс. км². В его состав входили 17 сельсоветов: Акшинковский, Бабичский, Великонемковский (центр — д. Большие Немки), Железникский, Казацко-Болсунский, Малонемковский, Неглюбский, Новиловский, Покотский, Речковский, Рудня-Столбунский, Рудня-Шлягинский, Светиловичский, Столбунский, Уховский, Хизовский, Яновский.
В декабре 1956 года район был упразднён, а его территория разделена между Ветковским и Чечерским районами.

## Население
По данным переписи 1939 года, в районе проживало 34 350 человек: 32 436 белорусов, 1082 русских, 363 украинца, 259 евреев.